# 下施泰因巴赫河

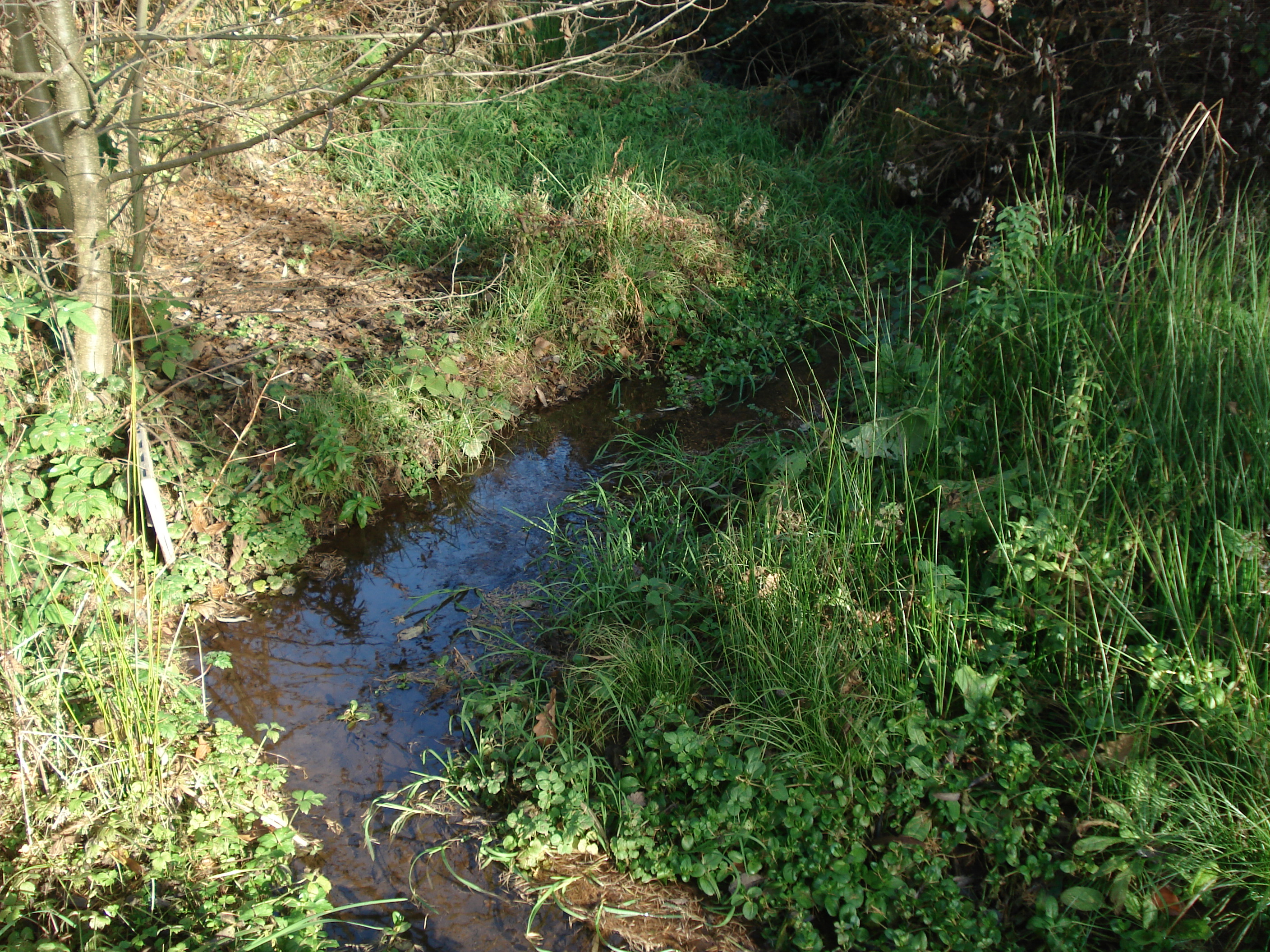

50°1′48.56″N 9°15′20.74″E / 50.0301556°N 9.2557611°E
下施泰因巴赫河（德語：Unterer Steinbach），是德國的河流，位於該國東南部，由巴伐利亞負責管轄，屬於艾興貝格巴赫河的左支流，河道全長1.2公里，流域面積1.3平方公里。